# Ute Rührold
Ute Rührold, później Böhme i -Klawonn (ur. 9 grudnia 1954 w Zerbst/Anhalt) – niemiecka saneczkarka reprezentująca NRD, dwukrotna medalistka igrzysk olimpijskich oraz trzykrotna medalistka mistrzostw świata i Europy.
Na igrzyskach startowała dwukrotnie zdobywając dwa srebra. Wicemistrzynią olimpijską po raz pierwszy została na igrzyskach w Sapporo w 1972 roku, a wynik ten powtórzyła cztery lata później, podczas igrzysk w Innsbrucku. Na mistrzostwach świata wywalczyła trzy medale. W latach 1973 i 1974 była druga, a 1974 roku zajęła trzecie miejsce. W swoim dorobku ma również trzy medale mistrzostw Europy: złoty w 1972 r., srebrny w 1973 i brązowy w 1974 roku.
Jej mężem był niemiecki piłkarz ręczny Wolfgang Böhme, jednak para wzięła rozwód.

## Osiągnięcia

### Igrzyska olimpijskie
| Rok  | Miejsce   | Jedynki |
| ---- | --------- | ------- |
| 1972 | Sapporo   | 2.      |
| 1976 | Innsbruck | 2.      |